# Fuji Dream Airlines
Fuji Dream Airlines Co., Ltd. (株式会社フジ ドリーム エアラインズ, Kabushiki-gaisha Fuji Dorīmu Earainzu) est une compagnie aérienne régionale japonaise créée en 2008 par Yohei Suzuki.

## Flotte
La flotte de Fuji Dream Airlines est exclusivement composée d'appareils du constructeur brésilien Embraer.

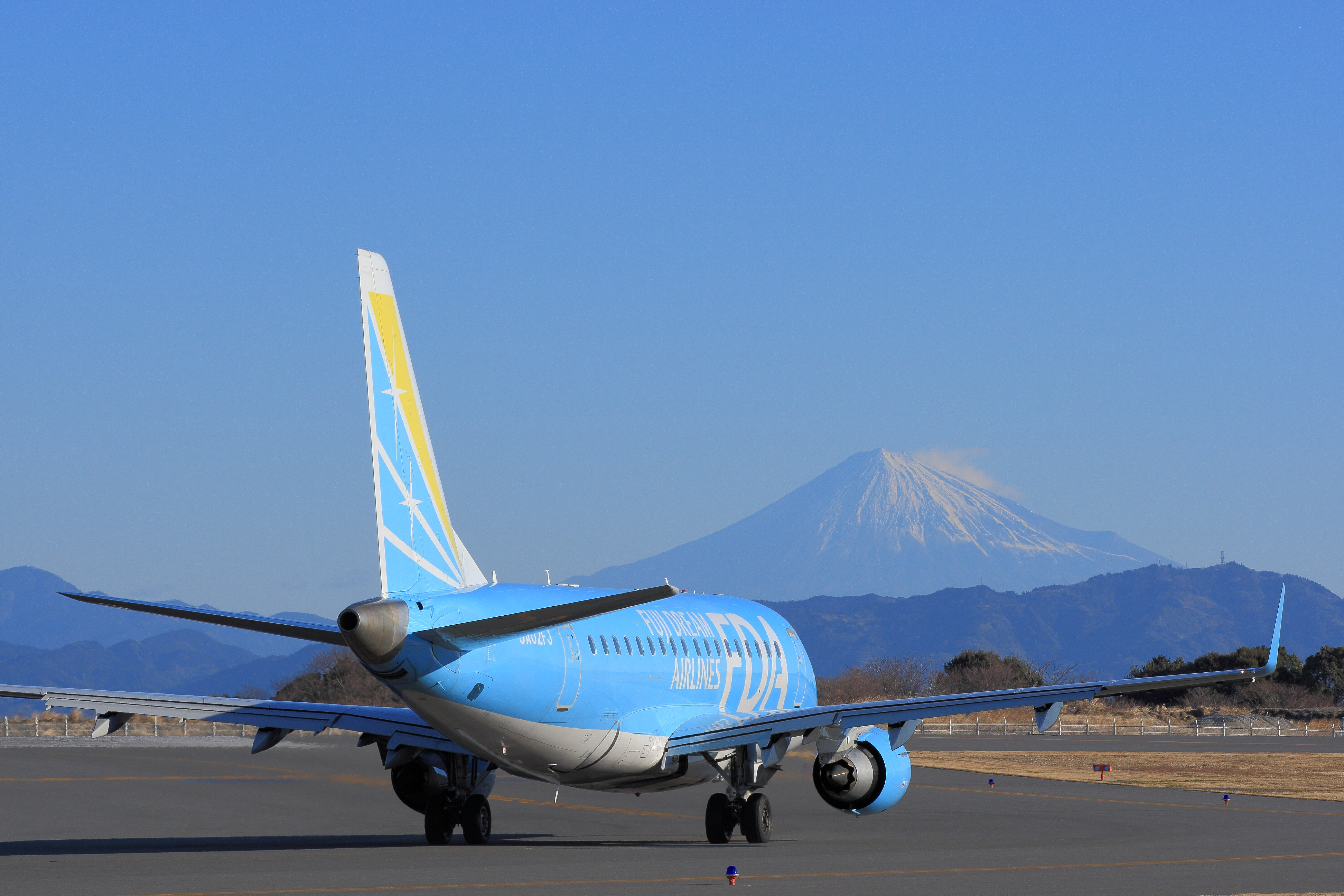
Embraer 170 de la Fuji Dream Airlines à l'aéroport de Shizuoka.

| Appareils   | En service | En commande | Passagers |  |
| ----------- | ---------- | ----------- | --------- |  |
| Embraer 170 | 4          | —           | 76        |  |
| Embraer 175 | 12         | —           | 84        |  |
| Total       | 16         | —           |           |  |

## Destinations
| Ile      | Ville      | Aéroport            | Notes           |
| -------- | ---------- | ------------------- | --------------- |
| Hokkaidō | Sapporo    | New Chitose Airport |                 |
| Hokkaidō | Sapporo    | Okadama Airport     | Vol saisonnier  |
| Honshū   | Aomori     | Aomori Airport      |                 |
| Honshū   | Hanamaki   | Hanamaki Airport    |                 |
| Honshū   | Izumo      | Izumo Airport       |                 |
| Honshū   | Kobe       | Kobe Airport        | Base secondaire |
| Honshū   | Komatsu    | Komatsu Airport     |                 |
| Honshū   | Matsumoto  | Matsumoto Airport   |                 |
| Honshū   | Nagoya     | Nagoya Airfield     | Base            |
| Honshū   | Niigata    | Niigata Airport     |                 |
| Honshū   | Sendai     | Sendai Airport      |                 |
| Honshū   | Shizuoka   | Shizuoka Airport    | Base            |
| Honshū   | Yamagata   | Yamagata Airport    |                 |
| Kyūshū   | Fukuoka    | Fukuoka Airport     | Base secondaire |
| Kyūshū   | Kagoshima  | Kagoshima Airport   |                 |
| Kyūshū   | Kitakyushu | Kitakyushu Airport  |                 |
| Kyūshū   | Kumamoto   | Kumamoto Airport    |                 |
| Shikoku  | Kōchi      | Kōchi Airport       |                 |